# Etenismo

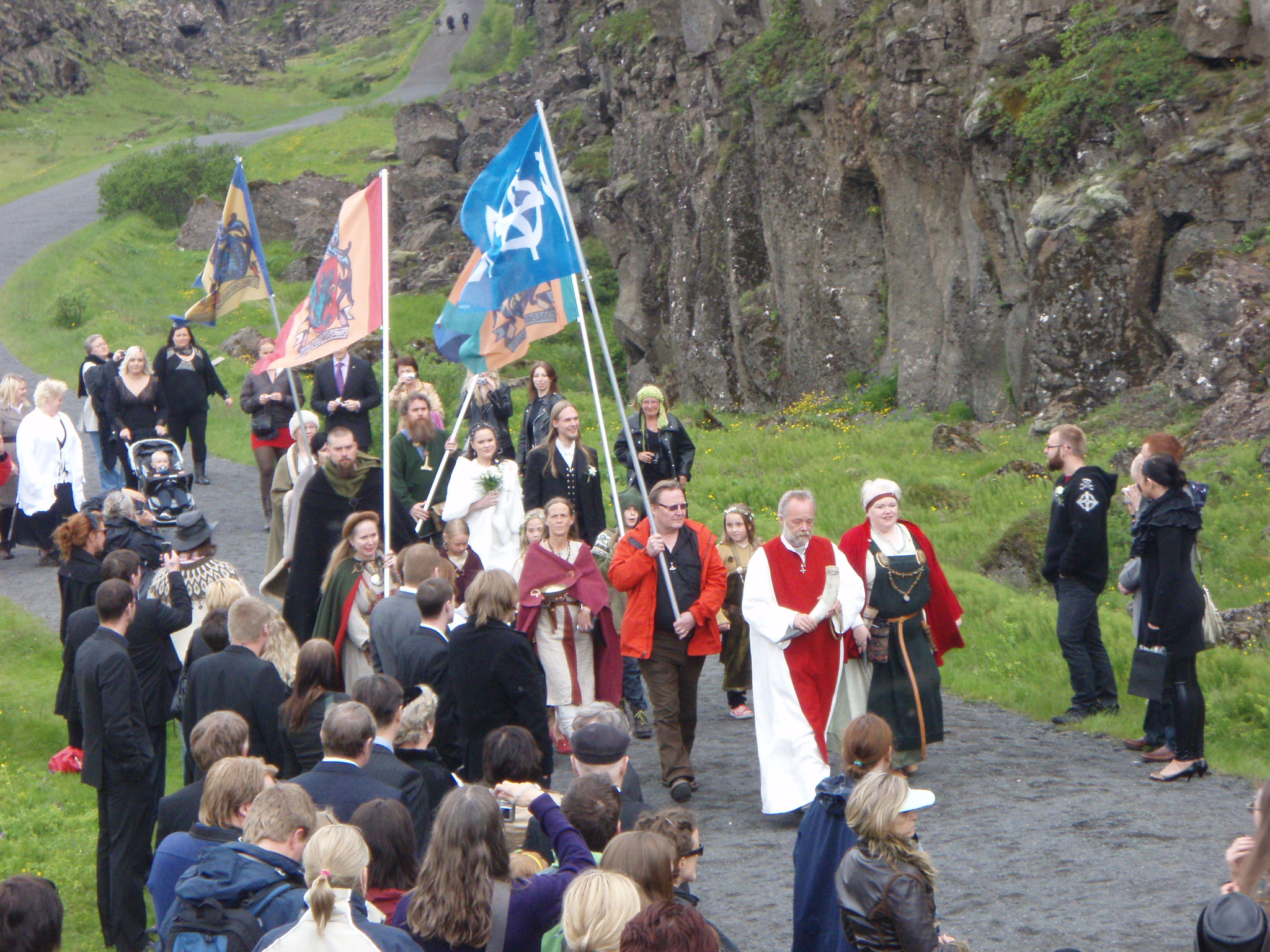
Un gruppo di islandesi della Ásatrúarfélagið ("Sodalizio della Fedeltà Divina" o "agli Asi") si avvia a celebrare il Þingblót al Þingvellir.

L'etenismo o eteneria, oppure neopaganesimo germanico, indica l'insieme dei nuovi movimenti religiosi di ritorno alle religioni dei Germani pre-cristiani, annoverabile tra i fenomeni di neopaganesimo. I seguaci, detti "eteni" o "etenisti", si affidano per le loro credenze e pratiche a documenti scritti relativi alla religione germanica, quali l'Edda in lingua nordica antica, il Beowulf in inglese antico, il Nibelungenlied in alto-tedesco medio, nonché sul folclore di periodi successivi dell'Europa germanica.

## Etimologia
"Etenismo" è una italianizzazione dell'inglese Heathenism o Heathenry; l'aggettivo heathen, "eteno" o "etenista", venne usato a partire dall'Alto Medioevo per identificare i Germani non cristianizzati. Già attestato nel gotico haiþno, usato per tradurre "elleno" nella Bibbia di Ulfila, è comunemente considerato una derivazione del termine germanico per "terre di brughiera" o "lande" (inglese moderno heath, dall'inglese antico hǣþ, da cui hǣþen, gotico haiþi, "abitante delle lande"; la radice proto-germanica è *haiduz, da cui deriva anche il norreno heiðr, "radura" ma anche "onore") a indicare gli abitanti di luoghi isolati che avrebbero conservato più a lungo la religione pre-cristiana, sul modello del latino paganus (da pagus "zona rurale"). Oppure, heathen è un esito del greco ἔθνος (ethnos) per tramite dell'armeno hethanos, a indicare "i popoli" non ebrei o cristiani, come il termine "gentili".
Il termine "etenismo" è favorito dagli accademici che studiano il fenomeno poiché inclusivo di tutte le varianti dello stesso. Il termine è anche favorito dagli stessi seguaci come migliore alternativa, germanica, rispetto al peggiorativo "paganesimo".

## Dottrina
(Else Christensen, Origine dell'Odinismo)

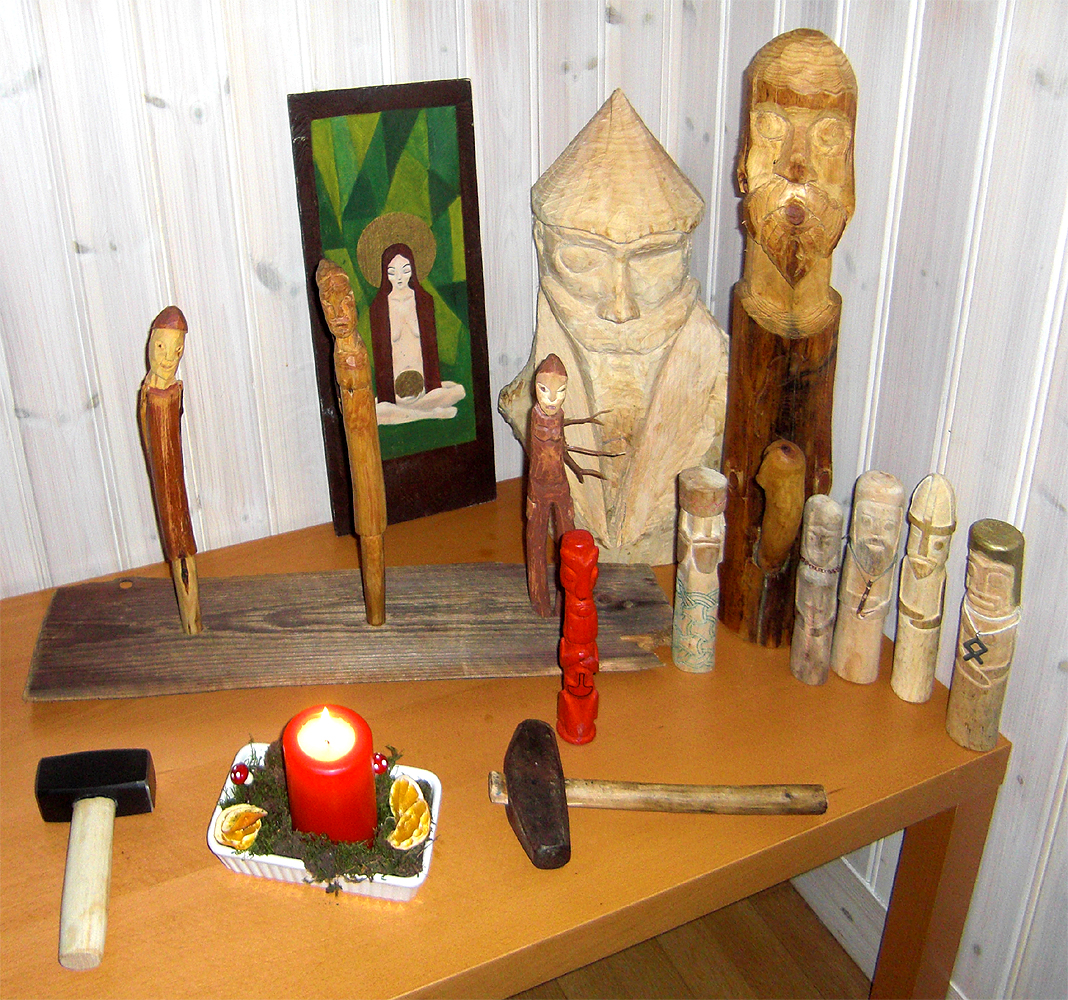
Altare eteno a Gotemburgo, Svezia. La tavoletta sullo sfondo rappresenta la dea Sunna (Sole); i due idoli più grandi Odino (a sinistra) e Frey (a destra); di fronte a essi stanno tre idoli rappresentanti le tre Norne; mentre gli idoli più piccoli rappresentano Thor (rosso) e altre divinità. In primo piano due martelli rituali.

Studiosi come Stefanie von Schnurbein fanno notare come, al domandare agli aderenti eteni come percepiscano le divinità e quali siano le relazioni con essa, le risposte siano diverse e spesso contraddittorie o non compatibili con quelle fornite da altri aderenti.
All'interno dei movimenti eteni la concezione del divino tende ad essere indeterminata ed intima, a-dogmatica, lasciando quindi agli aderenti libertà di indagine e interpretazione.
I modi in cui gli aderenti eteni si riferiscono al passato storico e archeologico differiscono notevolmente; alcuni adottano un approccio ricostruzistico cercando di recuperare le credenze e le pratiche del passato nel modo più accurato possibile mentre altri, partendo da tale materiale abbracciano nuove interpretazioni.
Alcuni aderenti, ad esempio, adattano le loro pratiche secondo la gnosi personale non verificata (UPG) che hanno acquisito attraverso esperienze spirituali.
Altri praticanti adottano concetti propri delle religioni etniche sopravvissute al mondo così come moderne tradizioni politeistiche come l'induismo e le religioni afroamericane, ritenendo che li aiuti a costruire visioni del mondo spirituali simili a quelle che esistevano in Europa prima della cristianizzazione. Alcuni praticanti che sottolineano un approccio basato esclusivamente su fonti storiche e archeologiche criticano tali atteggiamenti, denigrando coloro che li praticano usando il termine peggiorativo "neo-eteno".
Si possono identificare due punti di partenza, di "cristallizzazione", dei movimenti eteni: il primo è il nazionalismo romantico (nel caso della Germania il movimento völkisch) del XIX secolo con i suoi tentativi di riproposizione delle religioni germaniche pre-cristiane, mentre il secondo è la presupposizione che le divinità germaniche siano manifestazione dello spirito stesso del popolo germanico, nonché guida dello stesso. Tale idea di connubio tra religione e razza è stata esplorata da Carl Gustav Jung con la sua teoria dell'inconscio collettivo (dell'archetipo Wotan, Jung intravedeva la personificazione in Adolf Hitler).
In seno a tale teoria, Jung elabora il concetto di "spirito del popolo", il quale fu utilizzato da esponenti eteni, tra cui Else Christensen, sebbene abbia perso popolarità tra i nuovi aderenti dagli anni '90 del XX secolo.
La visione di eredità culturale, religione e identità etnica come un unicuum ha diversi risvolti all'interno del movimento eteno. In parallelo alla etnicizzazione della religione, si può osservare la sacralizzazione della cultura, testimoniata ad esempio dall'introduzione nei riti di elementi tratti dalle opere di Wagner. Tuttavia in Norvegia e soprattutto in Svezia vi sono gruppi che, rispetto alle fonti scritte letterarie e accademiche, preferiscono trarre ispirazione dalle tradizioni folkloristiche e usi locali, percepiti come più autentici.
Se gli aderenti al movimento völkisch del primo XX secolo rifiutavano la visione politeistica della divinità, e preferivano concezioni panteistiche (Guido von List), tale tendenza è cambiata verso gli anni '70 del XX secolo. I nuovi aderenti tendono ad enfatizzare il politeismo, pur riconoscendo un principio sorgente dell'universo e di tutte le divinità, identificato come Odino (Wotan) nella maggior parte delle correnti, oppure con lo stesso termine "Dio" (God), o Thiuth (il "Bene", l'Uno) nella Chiesa Gotica di Dio. Inoltre, con l'eccezione dei gruppi odinisti-wotanici, nella maggior parte delle correnti l'identità etnica tende a non essere più intesa in termini meramente biologici, per essere equiparata piuttosto al concetto di volkstum, l'essenza del gruppo etnico data dalla partecipazione all'eredità culturale, e alla sua relazione con la terra natìa e l'ambiente circostante.

### Cosmologia
L'idea di unità religione–etnia si inserisce nella concezione secondo cui gli uomini e gli dèi siano inestricabilmente interconnessi fra loro, e parte integrante del mondo. In altre parole uomini, dèi e mondo circostante vengono concepiti come parti di un tutto complesso e interconnesso. Questa idea di cosmo è espressa nel concetto del Wyrd, l'universo concepito come rete di azioni e interrelazioni tra gli esseri. Il wyrd di un singolo essere, ossia il complesso di azioni e interrelazioni che lo costituiscono e partono da lui stesso, è chiamato örlög.

## Movimenti eteni

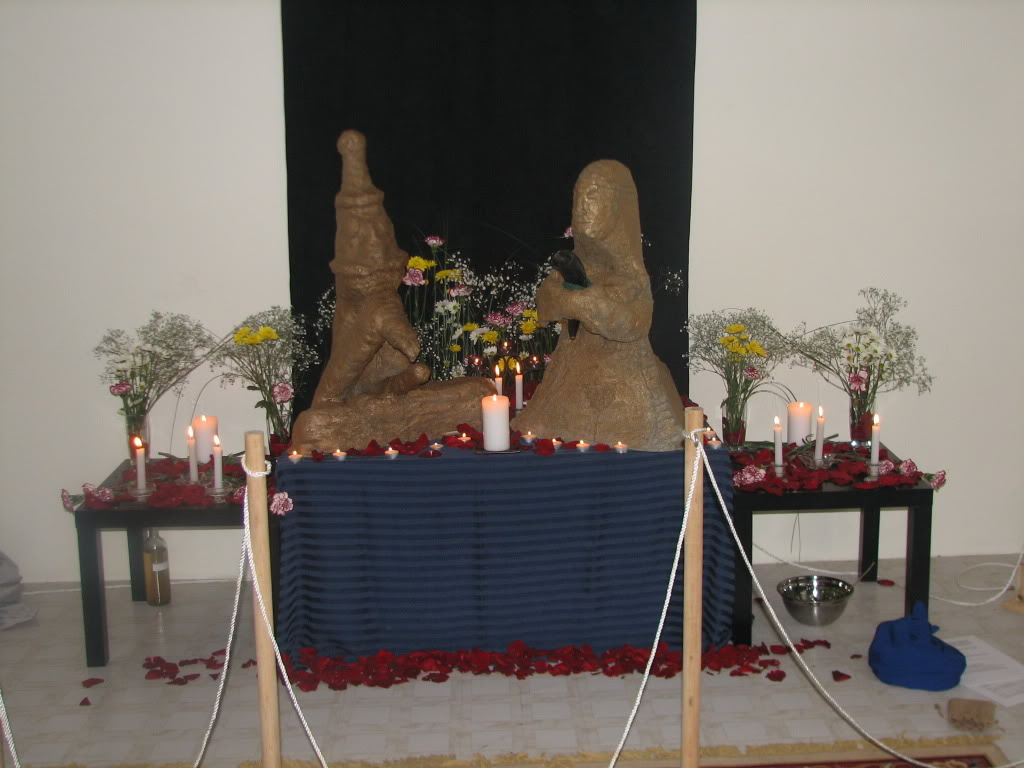
Altare a Frey e Freia (lett. il "Signore" e la "Signora"), principali dèi vanici (del culto Vanatrú), allestito da un gruppo di culto in Canada.

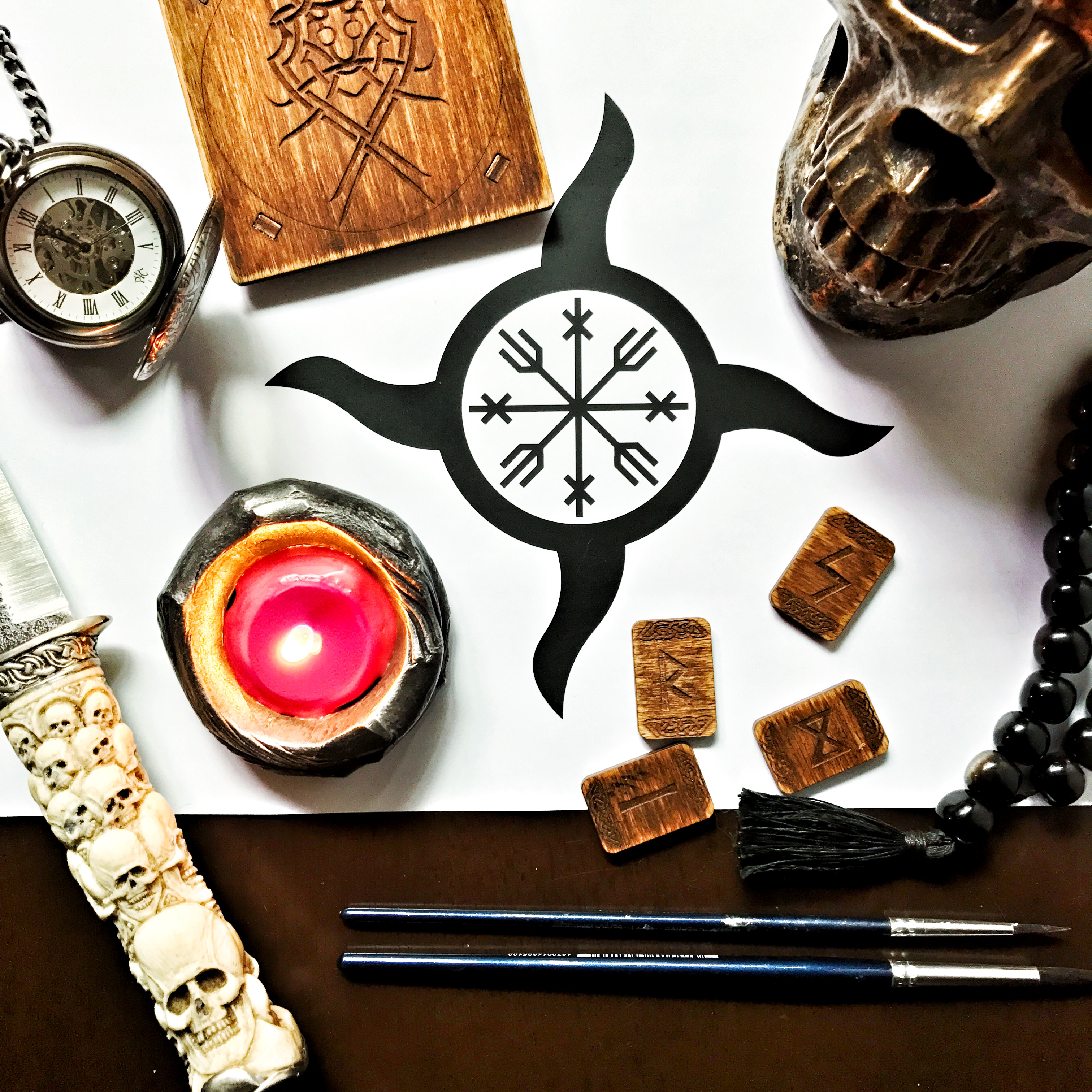
Altare privato di un praticante del culto Rökkatrú in Russia.

All'interno dei vari movimenti riconducibili all'etenismo sono utilizzati altri termini per designare particolari preferenze spirituali, culturali o ideologiche. L'utilizzo di uno di tali termini non è caratterizzato da esclusività: ad esempio, l'accademico etenista statunitense Stephen Flowers, prima di professarsi "odiano", fece parte sia di gruppi "odinisti" sia "ásatrú".
Termini che fanno riferimento alle tradizioni etnico-religiose germaniche in relazione alla categoria di divinità venerate sono:
- Ásatrú — Significa "fedeltà agli asi" ed è popolare nell'America settentrionale[27] e in Scandinavia, a definire quegli eteni che si rifanno in generale alle fonti e agli dèi della cultura scandinava.[28]
- Vanatrú — Significa "fedeltà ai vani", variante del culto che rende onore alle divinità della terra.[29]
- Dísitrú — Significa "fedeltà alle dee", analogamente a Vanatrú, variante del culto che rende onore alle dísir.[29]
- Rökkatrú — Significa "fede crepuscolare", da rökkr, "crepuscolo", ed è anche nota come Thursatrú e Jötnatrú, in quanto variante che rende onore agli spiriti elementari o primordiali, gli jǫtnar o þursar.[30]

Termini che fanno riferimento alle tradizioni religiose germaniche in senso etno-nazionale sono:
- Forn Siðr (norreno) o Forn Sed (scandinavo moderno), etenismo scandinavo — Significa "usanza antica", attestato nello Heimskringla, ed è usato da associazioni etene in Scandinavia.[31]
- Fyrnsidu, etenismo anglosassone/inglese — Associazioni etene in Inghilterra hanno usato tale termine, che è l'equivalente inglese antico di Forn Sed.[32]
- Frankisk Aldsido, etenismo franco/francese — Usato dall'organizzazione etena franco-canadese Allodium Francorum guidata da Erik Lacharity, nota per aver inviato il 25 dicembre 2016 a Papa Francesco in Vaticano una Dichiarazione di reversione dei Franchi all'etenismo, scritta in latino classico, francese e inglese.[33]
- Etenismo gotico — Rappresentato dalla "Chiesa Gotica di Dio" (Gothic Church of God) fondata nel 2007 da Stephen Flowers, anche noto come Edred Thorsson.[24]
- L'etenismo inquadrato in senso etno-nazionale, o tribale, è chiamato anche teodismo ("religione del þeod", termine inglese antico per "popolo"), termine che in origine si riferiva solo ai gruppi Fyrnsidu anglosassoni nell'America settentrionale e si è poi esteso a definire tutti i gruppi eteni che enfatizzano le tradizioni nazionali.[32]

Termini che fanno riferimento in generale alle tradizioni etnico-religiose mitteleuropee sono:
- Wolfsangismo — Neologismo coniato dalla Comunità Etenista Italiana (Tempio del Lupo) dal nome del simbolo germanico wolfsangel. Indica quegli eteni che vogliono sottolineare l'appartenenza religiosa alla tradizione germanica e che riconoscono il Wolfbuch come manuale spirituale.[34]

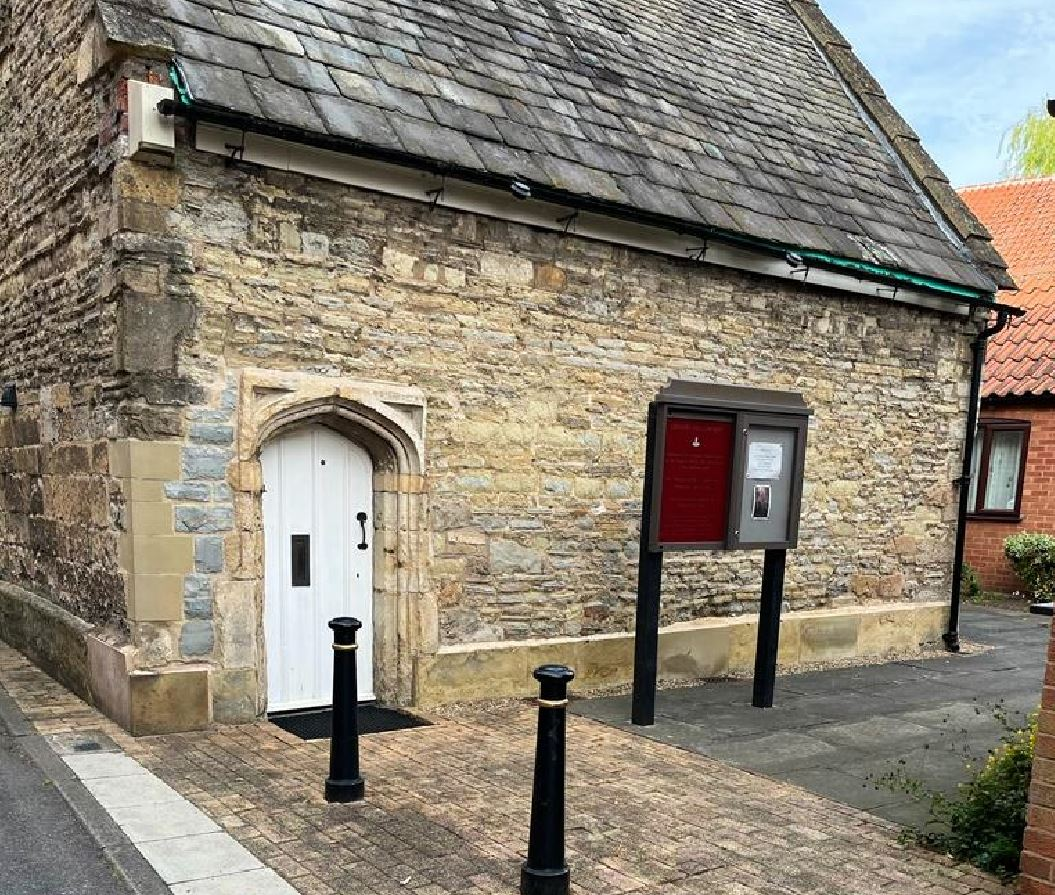
Tempio odinista di Newark-on-Trent, in Inghilterra, ricavato da un'ex chiesa cristiana, appartenente all'organizzazione odinista chiamata Rito Odinico (Odinic Rite).

Termini che si riferiscono a correnti che pongono enfasi sull'identità razziale intesa in senso genetico e sull'azione politica sono:
- Odinismo — Utilizzato per la prima volta da Alexander Rud Mills in Australia con la pubblicazione di The Odinist Religion Overcoming Jewish Christianity nel 1936.[37] Una figura chiave del movimento fu la danese Else Christensen, che agli inizi degli anni settanta del XX secolo fondò la rivista The Odinist,[38] e più tardi un'organizzazione chiamata Odinist Community o Odinist Fellowship. Un'altra organizzazione, nata in Inghilterra ma presente in più paesi, è l'Odinic Rite.[39] In Italia opera la Comunità Odinista.
- Wotanismo — Utilizzato inizialmente dall'austriaco Guido von List nella sua interpretazione ariosofica della storia germanica, nonché nel saggio di Carl Gustav Jung intitolato proprio Wotan.[40] Oggi è utilizzato da molti eteni della destra politica anche come acronimo dello slogan Will of the Aryan Nation (letteralmente "volontà della nazione ariana"). Dagli anni '90 del XX secolo indica dei gruppi di estrema destra operanti negli Stati Uniti,[41] i quali sostengono la supremazia della razza bianca e il nazionalismo bianco.[42]
- Odalismo — Coniato da Varg Vikernes e riferentesi al concetto runico di oþalan, "eredità".[43] I gruppi che lo utilizzano danno grande rilevanza alla "eredità" tradizionale, di appartenenza a una terra e a un gruppo etnico. Gli odalisti rifuggono le forze globaliste/internazionaliste e la civiltà moderna.[44]

Scuole di matrice esoterica sono:
- Odianesimo — Si riferisce a un sistema di magia runica elaborato da Stephen Flowers; egli distingue tra "odinismo" inteso come culto a Odino e "odianesimo" inteso come emulazione di Odino.[45][46]
- Irminismo (Irminenschaft) — Derivato dalla parola tedesca irmin ("potenza"), che nelle teorie ariosofiche dell'austriaco Karl Maria Wiligut[47] era un nome del divino nella religione germanica. Le teorie di Wiligut ebbero un discreto ascendente su Heinrich Himmler.[48][49] Sviluppato tra la fine del XIX secolo e la prima metà del XX secolo, l'irminismo consisteva in una indagine delle vie mistiche, magiche e religiose degli ariani. Unitamente al movimento völkisch, ebbe una influenza primaria nel misticismo nazista e costituì la base del neonazismo esoterico.[49] Tale termine ritrova uso presso alcuni gruppi statunitensi che fanno riferimento alle tradizioni tedesche.[32][39]
- Vrilologia — Promulgata dalla "Chiesa della Vrilologia" (Church of Vrilology), fondata dall'italo-americano Robert Blumetti. Si basa sull'idea che ogni cosa sia formata da un flusso di energia vitale, il Vril (termine coniato da Edward Bulwer-Lytton), governato dalle forze divine dell'ordine (asiche e vaniche) per mantenere domate le forze "lokiane" del caos (gli jǫtnar). La vrilologia è anche una tecnica di disciplinamento del Vril per giungere a superiori stati di evoluzione spirituale psico-fisica. Sulla base di una definizione del filosofo Alain de Benoist, la vrilologia si identifica come una religione "faustiana", ossia votata alla costruzione del futuro più che alla ricostruzione del passato. Contiene un elemento escatologico, sostenendo che il mondo stia attraversando un Ragnarǫk, per cui nel ventesimo secolo le forze del caos giunsero a completo dominio del mondo, mentre nel ventunesimo le forze dell'ordine si starebbero risvegliando.[50]

### In inglese
- Margot Adler, Drawing Down the Moon: Witches, Druids, Goddess-Worshipers and Other Pagans in America, revised, London, Penguin, 2006  [1979], ISBN 978-0-14-303819-1.
- A. Asbjørn Jøn, 'Skeggøld, Skálmöld; Vindöld, Vergöld': Alexander Rud Mills and the Ásatrú Faith in the New Age, in Australian Religion Studies Review, vol. 12, n. 1, 1999,  pp. 77-83.
- Egil Asprem, Heathens Up North: Politics, Polemics, and Contemporary Paganism in Norway, in The Pomegranate: the International Journal of Pagan Studies, vol. 10, n. 1, 2008,  pp. 42-69, DOI:10.1558/pome.v10i1.41.
- Matthew H. Amster, It's Not Easy Being Apolitical: Reconstructionism and Eclecticism in Danish Asatro, in Kathryn Rountree (ed.) (a cura di), Contemporary Pagan and Native Faith Movements in Europe: Colonialist and Nationalist Impulses, New York and Oxford, Berghahn, 2015,  pp. 43-63, ISBN 978-1-78238-646-9.
- Helen A. Berger, Evan A. Leagh e Leigh S. Shaffer, Voices from the Pagan Census: A National Survey of Witches and Neo-Pagans in the United States, Columbia, South Carolina, University of South Carolina Press, 2003, ISBN 978-1-57003-488-6.
- Jenny Blain, Nine Worlds of Seidr-Magic: Ecstasy and Neo-Shamanism in North European Paganism, London, Routledge, 2002, ISBN 978-0-415-25651-3.
- Jenny Blain, Heathenry, the Past, and Sacred Sites in Today's Britain, in Michael F. Strmiska (ed.) (a cura di), Modern Paganism in World Cultures, Santa Barbara, California, ABC-CLIO, 2005,  pp. 181-208, ISBN 978-1-85109-608-4.
- Jenny Blain e Robert Wallis, Sacred Sites, Contested Rites/Rights: Pagans Engagements with Archaeological Monuments, Eastbourne, Sussex Academic Press, 2007, ISBN 978-1-84519-130-6.
- Jenny Blain e Robert J. Wallis, Heathenry, in James R. Lewis and Murphy Pizza (eds.) (a cura di), Handbook of Contemporary Paganisms, Leiden, Brill, 2009,  pp. 413-432, ISBN 978-90-04-16373-7.
- Jefferson F. Calico, Being Viking: Heathenism in Contemporary America, Sheffield, Equinox, 2018, ISBN 978-1-78179-223-0.
- Aleš Črnič, Neopaganism in Slovenia, in Kaarina Aitamurto and Scott Simpson (eds.) (a cura di), Modern Pagan and Native Faith Movements in Central and Eastern Europe, Durham, Acumen, 2013,  pp. 182-194, ISBN 978-1-84465-662-2.
- Barbara Jane Davy, Introduction to Pagan Studies, Lanham, Altamira, 2007, ISBN 978-0-7591-0819-6.
- Anna-Marie Dostálová, Czech Neopagan Movements and Leaders, in Kaarina Aitamurto and Scott Simpson (eds.) (a cura di), Modern Pagan and Native Faith Movements in Central and Eastern Europe, Durham, Acumen, 2013,  pp. 164-181, ISBN 978-1-84465-662-2.
- Ethan Doyle White, The Goddess Frig: Reassessing an Anglo-Saxon Deity, in Preternature: Critical and Historical Studies on the Preternatural, vol. 3, n. 2, 2014,  pp. 284-310, DOI:10.5325/preternature.3.2.0284, JSTOR 10.5325/preternature.3.2.0284.
- Ethan Doyle White, Old Stones, New Rites: Contemporary Pagan Interactions with the Medway Megaliths, in Material Religion: The Journal of Objects, Art and Belief, vol. 12, n. 3, 2016,  pp. 346-372, DOI:10.1080/17432200.2016.1192152.
- Shai Feraro, The Return of Baal to the Holy Land: Canaanite Reconstructionism among Contemporary Israeli Pagans, in Nova Religio: The Journal of Alternative and Emergent Religions, vol. 20, n. 2, 2016,  pp. 59-81, DOI:10.1525/nr.2016.20.2.59.
- Matthias Gardell, Gods of the Blood: The Pagan Revival and White Separatism, Durham and London, Duke University Press, 2003, ISBN 978-0-8223-3071-4.
- Nicholas Goodrick-Clarke, Black Sun: Aryan Cults, Esoteric Nazism, and the Politics of Identity, New York, New York University Press, 2003, ISBN 978-0-8147-3155-0.
- Nicholas Goodrick-Clarke, The Occult Roots of Nazism: Secret Aryan Cults and Their Influence on Nazi Ideology, New York, Tauris Parke, 2004  [1985], ISBN 978-1-86064-973-8.
- Kennet Granholm, "Sons of Northern Darkness": Heathen Influences in Black Metal and Neofolk Music, in Numen, vol. 58, n. 4, 2011,  pp. 514-544, DOI:10.1163/156852711x577069.
- Fredrik Gregorius, The "Allgermanische Heidnische Front" and Old Norse Religion, in Anders Andrén, Kristina Jennbert, and Catharina Raudvere (eds.) (a cura di), Old Norse Religion in Long-Term Perspectives: Origins, Changes, and Interactions, Lund, Nordic Academic Press, 2006,  pp. 389–392, ISBN 978-91-89116-81-8.
- Fredrik Gregorius, Modern Heathenism in Sweden: A Case Study in the Creation of a Traditional Religion, in Kathryn Rountree (ed.) (a cura di), Contemporary Pagan and Native Faith Movements in Europe: Colonialist and Nationalist Impulses, New York and Oxford, Berghahn, 2015,  pp. 64-85, ISBN 978-1-78238-646-9.
- Graham Harvey, Heathenism: A North European Pagan Tradition, in Graham Harvey and Charlotte Hardman (eds.) (a cura di), Paganism Today, London, Thorsons, 1995,  pp. 49–64, ISBN 978-0-7225-3233-1.
- Graham Harvey, Listening People, Speaking Earth: Contemporary Paganism, second, London, Hurst & Company, 2007, ISBN 978-1-85065-272-4.
- Thad N. Horrell, Heathenry as a Postcolonial Movement, in The Journal of Religion, Identity, and Politics, vol. 1, n. 1, 2012,  pp. 1-14.
- Arlea Hunt-Anschutz, Heathenry, in S. Rabinovitch and J. Lewis (eds.) (a cura di), The Encyclopedia of Modern Witchcraft and Neo-Paganism, New York, Citadel Press, 2002,  pp. 126–127, ISBN 978-0-8065-2406-1.
- Jeffrey Kaplan, The Reconstruction of the Ásatrú and Odinist Traditions, in James R. Lewis (ed.) (a cura di), Magical Religion and Modern Witchcraft, New York, State University of New York, 1996,  pp. 193-236, ISBN 978-0-7914-2890-0.
- Jeffrey Kaplan, Radical Religion in America: Millenarian Movements from the Far Right to the Children of Noah, Syracuse, Syracuse Academic Press, 1997, ISBN 978-0-8156-0396-2.
- Sabina Magliocco, Witching Culture: Folklore and Neo-Paganism in America, Philadelphia, University of Pennsylvania Press, 2004, ISBN 978-0-8122-1879-4.
- Diana Paxson, Asatru in the United States, in S. Rabinovitch and J. Lewis (eds.) (a cura di), The Encyclopedia of Modern Witchcraft and Neo-Paganism, New York, Citadel Press, 2002,  pp. 17–18, ISBN 978-0-8065-2406-1.
- Murphy Pizza, Paganistan: Contemporary Pagan Community in Minnesota's Twin Cities, Farnham, Ashgate, 2014, ISBN 978-1-4094-4283-7.
- Murphy Pizza, Fire and Ice in Midvestjard: American Religion and Norse Identity in Minnesota's Heathen Community, in James R. Lewis and Inga Bårdsen Tøllefsen (eds.) (a cura di), Handbook of Nordic New Religions, Leiden, Brill, 2015,  pp. 495-502, ISBN 978-90-04-29244-4.
- Karla Poewe e Irving Hexham, Jakob Wilhelm Hauer's New Religion and National Socialism, in Journal of Contemporary Religion, vol. 20, n. 2, 2005,  pp. 195-215, DOI:10.1080/13537900500067752.
- Nemanja Radulovic, From Folklore to Esotericism and Back: Neo-Paganism in Serbia, in The Pomegranate: The International Journal of Pagan Studies, vol. 19, n. 1, 2017,  pp. 47-76, DOI:10.1558/pome.30374.
- Victor A. Shnirelman, Russian Neopaganism: From Ethnic Religion to Racial Violence, in Kaarina Aitamurto and Scott Simpson (eds.) (a cura di), Modern Pagan and Native Faith Movements in Central and Eastern Europe, Durham, Acumen, 2013,  pp. 62-71, ISBN 978-1-84465-662-2.
- Stefanie von Schnurbein, Norse Revival: Transformations of Germanic Neopaganism, Leiden, Brill, 2016, ISBN 978-1-60846-737-2.
- Jennifer Snook, Reconsidering Heathenry: The Construction of an Ethnic Folkway as Religio-ethnic Identity, in Nova Religio: The Journal of Alternative and Emergent Religions, vol. 16, n. 3, 2013,  pp. 52-76, DOI:10.1525/nr.2013.16.3.52.
- Jennifer Snook, American Heathens: The Politics of Identity in a Pagan Religious Movement, Philadelphia, Temple University Press, 2015, ISBN 978-1-4399-1097-9.
- Jennifer Snook, Thad Horrell e Kristen Horton, Heathens in the United States: The Return to "Tribes" in the Construction of a Peoplehood, in Kathryn Rountree (ed.) (a cura di), Cosmopolitanism, Nationalism, and Modern Paganism, New York, Palgrave Macmillan, 2017,  pp. 43-64, ISBN 978-1-137-57040-6.
- Michael F. Strmiska, Ásatrú in Iceland: The Rebirth of Nordic Paganism, in Nova Religio: The Journal of Alternative and Emergent Religions, vol. 4, n. 1, 2000,  pp. 106-132, DOI:10.1525/nr.2000.4.1.106.
- Michael F. Strmiska, Putting the Blood Back into Blót: The Revival of Animal Sacrifice in Modern Nordic Paganism, in The Pomegranate: The International Journal of Pagan Studies, vol. 9, n. 2, 2007,  pp. 154-189, DOI:10.1558/pome.v9.i2.3921.
- Michael F. Strmiska e Baldur A. Sigurvinsson, Asatru: Nordic Paganism in Iceland and America, in Michael F. Strmiska (ed.) (a cura di), Modern Paganism in World Cultures, Santa Barbara, California, ABC-CLIO, 2005,  pp. 127–179, ISBN 978-1-85109-608-4.
- Simon Trafford e Aleks Pluskowski, Antichrist Superstars: The Vikings in Hard Rock and Heavy Metal, in David W. Marshall (ed.) (a cura di), Mass Market Medieval: Essays on the Middle Ages in Popular Culture, Jefferson, McFarland & Company, 2007,  pp. 57–73, ISBN 978-0-7864-2922-6.
- Kamila Velkoborská, The Brotherhood of Wolves in the Czech Republic: From Ásatrú to Primitivism, in Kathryn Rountree (ed.) (a cura di), Contemporary Pagan and Native Faith Movements in Europe: Colonialist and Nationalist Impulses, New York and Oxford, Berghahn, 2015,  pp. 86-109, ISBN 978-1-78238-646-9.
- Deena Weinstein, Pagan Metal, in Donna Weston and Andy Bennett (eds.) (a cura di), Pop Pagans: Paganism and Popular Music, Durham, Acumen, 2013,  pp. 58-75, ISBN 978-1-84465-646-2.
- Vladimir Witulski, "Imported" Paganisms in Poland in the Twenty-First Century: A Sketch of the Developing Landscape, in Kaarina Aitamurto and Scott Simpson (eds.) (a cura di), Modern Pagan and Native Faith Movements in Central and Eastern Europe, Durham, Acumen, 2013,  pp. 298-314, ISBN 978-1-84465-662-2.
- Michael York, The Emerging Network: A Sociology of the New Age and Neo-Pagan Movements, Lanham, Rowman & Littlefield, 1995, ISBN 978-0-8476-8001-6.

### In italiano
- Fabrizio Bandini, Halfdan Fjallarsson, Marco Alimandi e Siegfried Blazesson, La via dell'etenismo, Perugia, Midgard Editrice, 2023, ISBN 978-88-6672-298-4.